# العصبون الحركي غاما
العصبون الحركي غاما (العصبون الحركي γ) هو نوع من أنواع العصبونات الحركية السفلية المسؤولة عن عملية الانقباض العضلي، ويشكل ما يقارب 30% من ألياف (Aγ) المتجهة إلى العضلات. بشكل مشابه للعصبونات الحركية ألفا، تقع أجسام الخلايا في العمود الرمادي الأمامي للنخاع الشوكي. تتلقى المدخلات من التشكل الشبكي لجسر فارول في جذع الدماغ. تُعد محاورها العصبية أصغر من تلك الموجودة لدى العصبونات الحركية ألفا، ويبلغ قطرها 5 ميكرومتر فقط. بعكس العصبونات الحركية ألفا، لا تعمل العصبونات الحركية غاما على ضبط إطالة العضلات وتقصيرها بشكل مباشر. مع ذلك، تمتلك دورًا هامًا في الحفاظ على المغازل العضلية مشدودة، ما يسمح باستمرار إطلاق العصبونات ألفا، ما يؤدي بدوره إلى الانقباض العضلي. بالإضافة إلى ذلك، تلعب هذه العصبونات دورًا في ضبط حساسية المغازل العضلية.
يسمح وجود الميالين في العصبونات الحركية غاما بسرعة توصيل بالغة 4 إلى 24 متر في الثانية، متفوقة بشكل ملحوظ على المحاور العصبية غير الميالينية، إلا أنها أبطأ من العصبونات الحركية ألفا.

## الجهاز المغزلي الحركي
يتحكم الجهاز العصبي المركزي بحساسية المغزل العضلي عن طريق الجهاز المغزلي الحركي. يتألف هذا الجهاز من المغازل العضلية إلى جانب العصبونات المغزلية الحركية – العصبونات الحركية بيتا والعصبونات الحركية غاما. نظرًا إلى تعصيب العصبونات الحركية بيتا للألياف العضلية داخل المغزلية بالإضافة إلى خارج المغزلية، يُطلق عليها تحديدًا اسم العصبونات المغزلية الحركية الهيكلية. تُعد العصبونات الحركية غاما الجزء الصادر (الذي يرسل الإشارات بعيدًا عن الجهاز العصبي المركزي) من الجهاز المغزلي الحركي، بينما تُعتبر المغازل العضلية الجزء الوارد باعتبارها مسؤولة عن إرسال الإشارات الناقلة للمعلومات من العضلات باتجاه النخاع الشوكي والدماغ.

### انحياز غاما
انحياز غاما هو مستوى ثابت مستمر من نشاط العصبونات الحركية غاما. تتطلب العصبونات الأصغر كمية أقل من مدخلات الاستثارة للوصول إلى عتبتها بالمقارنة مع العصبونات الأكبر. لذلك، تزداد احتمالية إطلاق العصبونات الحركية غاما (التي تُعتبر أصغر من العصبونات الحركية ألفا) مقارنة بالعصبونات الحركية ألفا الأكبر. يخلق هذا حالة يقل فيها إطلاق العصبونات الحركية ألفا نسبيًا، لكن يستمر إطلاق بعض العصبونات الحركية غاما بثبات في حالات عدم وجود تمدد عضلي أو قوة عضلية. تعتمد حساسية النهايات الحسية (النهايات الأولية والثانوية - «إل إيه» و«إل إل») للمغزل العضلي على مستوى انحياز غاما (أي المستوى الأساسي الذي يحدث لإطلاق العصبون الحركي غاما).

### التوتر العضلي
تتمتع العضلات بمستوى استرخائي عام من التوتر عندما تكون في وضع الراحة. يُطلق على ذلك مصطلح توتر العضلة، وتتولى العصبونات الحركية المعصبة للعضلة مهمة الحفاظ عليه. تكمن أهمية التوتر العضلي في الحفاظ على وضعية الجسد في الحركات السريعة والمساعدة فيها، نظرًا إلى الحاجة لإطلاق عصبوني أكبر في حالة ارتخاء العضلات بالكامل.
يعتمد مقدار التوتر في العضلة بشكل رئيسي على تفريغ مستوى الراحة للعصبونات الحركية ألفا، وخاصة واردات المغزل «إل إيه». تساهم العصبونات الحركية غاما بدورها من خلال عملها على الألياف العضلية داخل المغزلية. تتحكم الألياف العضلية داخل المغزلية بمستوى الراحة الخاص بالمسار الوارد «إل إيه»، ما يخلق مستوى ثابت من نشاط العصبونات ألفا.
قد ينتج التوتر العضلي أيضًا عن التفريغ الموتر للعصبونات الحركية غاما. تُنشط هذه العصبونات غالبًا بواسطة الألياف النازلة للتشكل الشبكي الميسر. يؤدي هذا إلى تمدد المغزل العضلي، وتنشيط العصبونات الحركية ألفا وفي النهاية انقباض العضلات جزئيًا. يمثل المخيخ ارتباط العصبونات الحركية ألفا-غاما. بالتالي، يجري الحفاظ على التوتر العضلي بمشاركة المخيخ عبر العصبونات الحركية ألفا بالإضافة إلى العصبونات الحركية غاما.

## النشاط غير الطبيعي
قد ينتج نقص التوتر العضلي عن تلف في عصبونات ألفا أو في الألياف الواردة الحاملة للمعلومات الحسية إلى عصبونات ألفا. يؤدي هذا إلى انخفاض في توتر العضلة. على العكس، ينتج فرط التوتر عن تلف في المسارات النازلة المنتهية في النخاع الشوكي. يؤدي ذلك إلى ارتفاع التوتر العضلي جراء زيادة استجابة العصبونات الحركية ألفا الكلية من مدخلاتها الحسية.
يمكن حدوث التشنجات نتيجة التفاوت في كمية إطلاق العصبونات الحركية ألفا وغاما، أي الزيادة الكبيرة في أحديهما. يؤدي خلل التوازن هذا إلى قراءات غير دقيقة من المستقبلات العضلية في المغزل العضلي. بالتالي، تصبح المعلومات العائدة إلى الدماغ والنخاع الشوكي عبر العصبونات الحسية مضللة. على سبيل المثال، إذا عانى المريض من فرط نشاط العصبونات الحركية غاما، تحدث مقاومة للحركات اللافاعلة ما يسبب التصلب، الذي يُطلق عليه أيضًا مصطلح التقبض. غالبًا ما يُلاحظ هذا لدى الأفراد المصابين بتلف في المراكز العليا المؤثرة في المسارات النازلة. قد يؤدي هذا أيضًا إلى حدوث زيادة أو نقص في انحياز غاما (التفريغ المستمر لبعض من العصبونات الحركية غاما) مقارنة بالوضع الطبيعي. في حالة المرضى المصابين بانحياز غاما الزائد، يزداد تفريغ النهايات الحسية داخل المغازل العضلية ما يسبب حدوث نشاط عضلي أكثر من اللازم. علاوة على ذلك، قد يؤدي فرط النشاط هذا في حلقة مغزل غاما إلى التقبض.
تساهم العصبونات الحركية غاما في الحفاظ على المغازل العضلية مشدودة، بالتالي ضبط الحساسية. لذلك، تتأثر حركة العضلات سلبًا في حالة عدم حدوث إطلاق مناسب للعصبونات الحركية غاما. تتأثر المهارات الحركية الدقيقة مثل حركة الأصابع والعينين أكثر من غيرها، إذ يؤدي أي نقص في الشد داخل المغزل العضلي إلى إعاقة قدرته على تحديد مقدار التمدد عبر النهايات الحسية. يتسبب هذا في عدم قدرة العضلة على الحركة بدقة وفقًا لذلك. قد تسبب الآفات المؤثرة على المسارات النازلة في العصبونات الحركية السفلية إلى الأطراف العلوية فقدان المريض قدرته على التحكم بالحركات الدقيقة.
يمكن اختبار وجود كسب غاما غير طبيعي مرتفع أو منخفض لدى مريض ما سريريًا عبر تحريك ذراعه. كسب غاما هو عملية ازدياد تسارع التغيرات العضلية وسرعتها وطولها بالتساوي، ما يسمح بإجراء حركات أكثر دقة في الموقف المناسب. تدل الصعوبة في ثني ذراع المريض عند المرفق إلى الأمام والخلف إلى امتلاكه كسب أعلى في غاما، بينما تدل حركة الذراع شديدة السهولة إلى امتلاك كسب منخفض في غاما.
قد يُستخدم راسم الإشارة من أجل قياس جهود فعل محوار من عصبون حركي بهدف تقييم النشاط العضلي العام. على الرغم من عدم قدرته على التفريق بين العصبونات الحركية ألفا وغاما، إلا أنه مفيد في فهم وجود نشاط غير طبيعي للعصبونات الحركية من عدمه. يؤدي انخفاض معدلات نشاط المسارات النازلة إلى تفعيل عصبونات حركية أقل وأصغر، ما ينتج عنه كمية ضئيلة من القوة العضلية. يظهر هذا على راسم الإشارة على شكل ذروة منخفضة على محور «واي».